# Separabel
Separabiliteit is een begrip uit de tak van de wiskunde die topologie heet. Een separabele (topologische) ruimte is een ruimte die een aftelbare dichte deelruimte heeft. Dat wil zeggen dat er een rij punten {\displaystyle p_{1},p_{2},...} bestaat met de eigenschap dat iedere open verzameling punten uit die rij bevat.
De meeste ruimten uit de huis-, tuin- en keukenwiskunde zijn separabel: de reële en de complexe getallen met hun natuurlijke afstandbegrip, de reële {\displaystyle n}-dimensionale ruimte, iedere eindige of aftelbaar oneindige ruimte, ...
Separabele ruimten zijn in bepaalde opzichten makkelijker wiskundig hanteerbaar dan niet-separabele ruimten.